# لوتر رید
لوتر رید (انگلیسی: Luther Reed؛ ۱۴ ژوئیهٔ ۱۸۸۸ – ۱۶ نوامبر ۱۹۶۱) کارگردان فیلم و فیلم‌نامه‌نویس اهل ایالات متحده آمریکا بود.

## فیلم‌شناسی
- راه سفید بزرگ (۱۹۲۴)
- نیویورک (۱۹۲۷)
- ریو ریتا (۱۹۲۹)